# Kalambur
Kalambur é uma panchayat (vila) no distrito de Tiruvanamalai, no estado indiano de Tamil Nadu.

## Demografia
Segundo o censo de 2001,  Kalambur  tinha uma população de 13,303 habitantes. Os indivíduos do sexo masculino constituem 50% da população e os do sexo feminino 50%. Kalambur tem uma taxa de literacia de 68%, superior à média nacional de 59.5%: a literacia no sexo masculino é de 79% e no sexo feminino é de 57%. Em Kalambur, 11% da população está abaixo dos 6 anos de idade.